# 西姆-桑德·韋內
西姆-桑德·韋內（1990年11月12日—），愛沙尼亞籃球運動員，現在效力於立陶宛球隊扎尔吉里斯篮球俱乐部。他也代表愛沙尼亞國家男子籃球隊參賽。